# Rafael Caldera
Rafael Antonio Caldera Rodríguez (San Felipe, Estat de Yaracuy, 1916 – Caracas, 2009) fou un advocat, sociòleg, escriptor, orador i polític veneçolà, President de la República en dues ocasions,

## Amnistia als militars de la rebel·lió de 1992
Durant el segon govern de Caldera foren amnistiats i queden en llibertat els militars involucrats en l'intent colpista de 1992, que s'agruparen en el partit polític Movimiento V República (MVR), dirigit per Hugo Chávez, per aconseguir el suport dels grups d'esquerres al seu precari govern de minoria parlamentària.
D'alguna forma es podria dir que el període de govern de Caldera assentà les bases per l'ascens de Hugo Chávez a la magistratura nacional. Caldera guanyà les eleccions presidencials després d'haver-se separat del seu partit i haver creat un moviment polític denominat Convergencia amb suport de grups d'esquerres, que finalment derrotà als partits socialdemòcrata i democratacristià, que havien alternat en el governo durant 35 anys (des de 1959 fins a 1994) i havien perdut la major part de la seva influència en el panorama polític de Veneçuela. La caiguda dels partits tradicionals i el moviment populista iniciat per Caldera, donaren peu a Chávez per iniciar el seu propi moviment, el qual es cristal·litzà al legalitzar el partit MVR provinent del MBR-200, que assolir una clara victòria en les Eleccions Presidencials de Veneçuela l'any 1998.